# District de Payerne
1798–2007
Entités suivantes :
- District de la Broye-Vully

Le district de Payerne est l'un des 19 anciens districts du canton de Vaud, ayant la particularité d'être semi-enclavé dans le canton de Fribourg.
Il disparaît le 1er janvier 2008 à la suite de la réorganisation territoriale du canton de Vaud, la totalité des communes le composant se retrouvant incorporées dans le nouveau district de la Broye-Vully.

## Communes
- Cercle de Grandcour
  - Chevroux
  - Corcelles-près-Payerne
  - Grandcour
  - Missy

- Cercle de Granges-près-Marnand
  - Cerniaz (VD)
  - Champtauroz
  - Combremont-le-Grand
  - Combremont-le-Petit
  - Granges-près-Marnand
  - Henniez
  - Marnand
  - Sassel
  - Seigneux
  - Treytorrens (Payerne)
  - Villars-Bramard
  - Villarzel

- Cercle de Payerne
  - Payerne
  - Trey

## Remarque
Le 1er juillet 2006, les communes de Rossens (VD), Sédeilles et Villarzel ont fusionné pour former la nouvelle commune de Villarzel.